# 摩托车越野赛

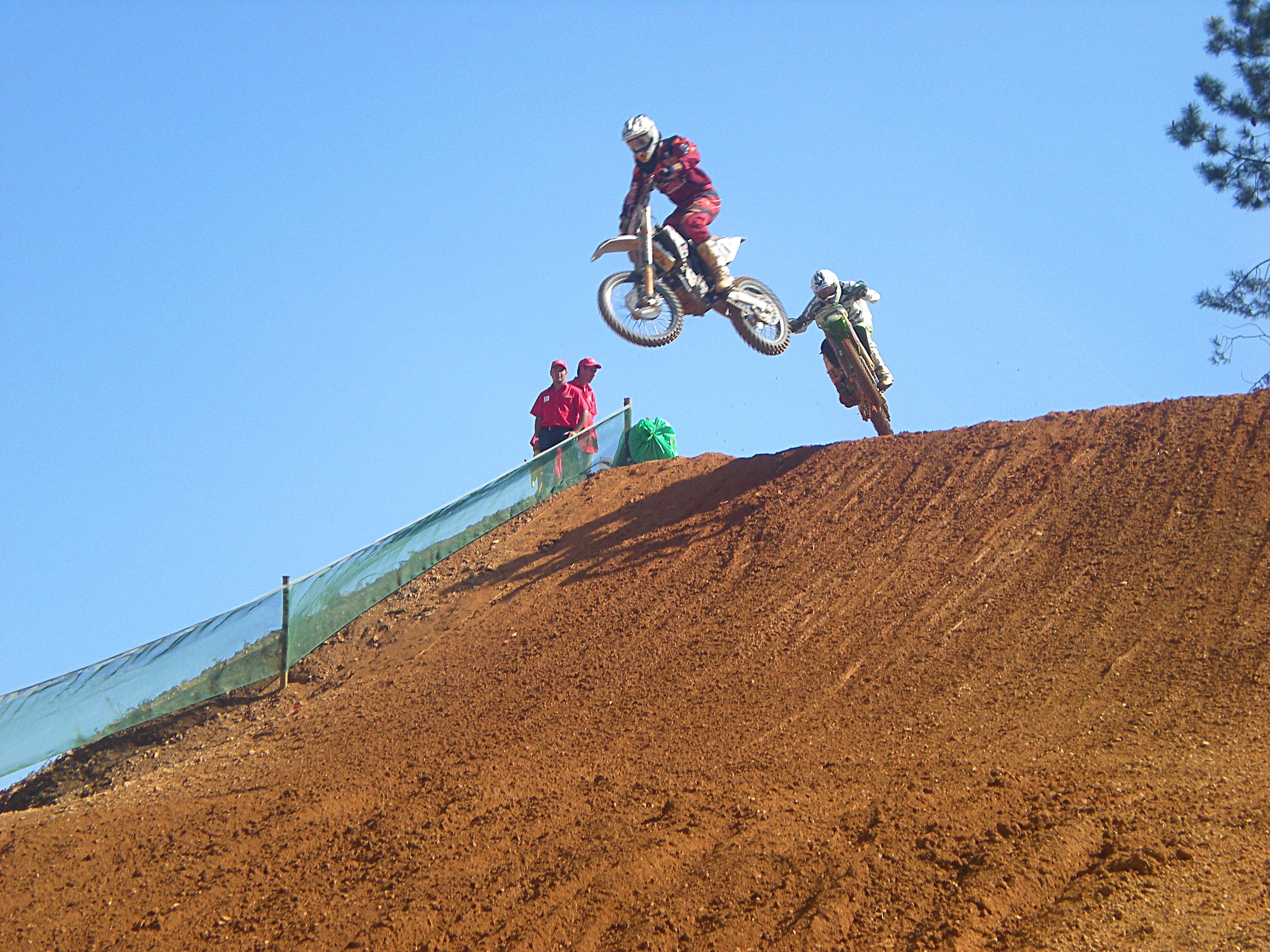
一名摩托车越野赛车手

摩托车越野赛(英語：Motocross)是一种在封闭的越野赛道上进行的越野摩托车比赛。这项运动起源于英国举办的摩托车选拔赛。第一次已知的摩托车越野赛于1924年在英国薩里郡的坎伯利举行。1930年代，摩托车越野赛这项运动在英国尤其受到欢迎，許多车队都参加了相關比赛。第一次在体育场内的人工赛道上举行的摩托越野比赛于1948年8月28日在巴黎郊区蒙特鲁热的布法罗体育场举行。